# Nurcan Taylan
Nurcan Taylan, född 29 oktober 1983 i Ankara, är en turkisk tyngdlyftare. Hon tog en guldmedalj i 48-kilosklassen vid olympiska sommarspelen 2004 i Aten. Taylan blev då den första turkiska kvinnan att vinna ett olympiskt guld.
Hon missade Europamästerskapen 2005 efter att hon som enda tyngdlyftare tagit den före detta landslagscoachen Mehmet Üstündağs parti då han anklagades för att ha utsatt flera kvinnor i laget för sexuella övergrepp. Vid olympiska sommarspelen 2008 i Peking missade hon alla sina försök i ryck och fick inte fortsätta tävlingen. Taylan tog sitt första VM-guld vid världsmästerskapen i Antalya 2010 där hon satte världsrekord i stöt med 121 kg.
I oktober 2011 stängdes Taylan av från internationell tävlan i fyra år efter att ha testats positivt för den anabola steroiden Metandrostenolon och missade därmed OS 2012. Avstängningen kortades dock ner och hon fick börja tävla igen i oktober 2013.